# Tadeusz Różewicz
Tadeusz Różewicz, né le 9 octobre 1921 à Radomsko et mort le 24 avril 2014  à Wrocław, est un poète et dramaturge polonais, considéré par beaucoup comme l’un des écrivains les plus influents de l’après-guerre.
En 2007, il reçut le Prix européen de littérature pour l'ensemble de son œuvre.

## Biographie
Tadeusz Różewicz naît le 9 octobre 1921 à Radomsko, dans une famille d’employés. Il appartient à la première génération des Polonais nés et éduqués dans une Pologne de nouveau indépendante (depuis 1918).
Ses débuts poétiques ont impressionné ses contemporains dont Leopold Staff, Julian Przyboś et Czesław Miłosz
Durant la Seconde Guerre mondiale, Różewicz rejoint les résistants polonais de l’Armée intérieure (AK). Son frère Janusz, lui aussi poète, est exécuté par la Gestapo en 1944.
Cette expérience inspirera son premier recueil de poésie Les Echos de la forêt (Echa leśne 1944). Il y décrit ce qui allait devenir le pouls de son œuvre, la condition d’un homme perdu, désorienté, désespéré après les traumatismes et les carnages de la guerre, considérant que la vie et la poésie ne pourront plus jamais être comme avant. Celui dont le frère fut exécuté par la Gestapo se révolte contre la poésie qui a survécu à une «fin du monde».

### Le révélateur de l'absurde de la réalité de l'après-Auschwitz
Après la guerre, il reprend ses études, il obtient son baccalauréat en 1945 et il fait des études à la faculté d’histoire de l’art à l'université Jagellonne de Cracovie qu’il ne termine pas.
En 1947, il s'installe à Gliwice.
Ses œuvres qui suivent  Inquiétude (Niepokój, 1947) et Le Gant rouge (Czerwona rękawiczka, 1948) se caractérisent par l’abandon des procédés poétiques traditionnels, tels le mètre, le découpage en strophes et la rime. D’autres recueils suivront, dont L’Épi d’argent (Srebrny kłos, 1955), La Voix de l’anonyme (Głos Anonima, 1961), La Zone grise (Szara strefa, 2002), et L’Issue (Wyjście, 2004). Le poème Le Rescapé (Ocalony 1950), présente un homme totalement ruiné par la catastrophe inexprimable de la guerre mondiale.
Le problème de la création poétique après Auschwitz demeurera central pour l'œuvre de Różewicz. Sa poésie, parle de la solitude, de la séparation et du point de vue existentiel du poète. Elle exprime, sous une forme simple, souvent métaphorique, une forte inquiétude vis-à-vis des questions morales qui trouvent leur source dans la société moderne et dans les terribles épreuves du XXe siècle.
Dans les années 1960, Różewicz commence à écrire des pièces de théâtre, parmi lesquelles Le Fichier (Kartoteka, 1960), Le Témoignage ou notre petit confort (Świadkowie albo Nasza mała stabilizacja, 1962), La Sortie de l’artiste de la faim (Odejście głodomora, 1976) et Le Piège (Pułapka, 1982). La vieille dame reste assise (Stara kobieta wysiaduje, 1968), Mariage blanc (1975). Dans ses pièces, il a bouleversé les catégories scéniques établies, pour y introduire l’absurde, le grotesque, le chaos. Ses personnages sont désemparés, sans identité établie, convaincus de la mort de Dieu et de la petitesse de l’homme.
Tadeusz Różewicz a révolutionné le théâtre polonais et a largement influencé le théâtre mondial. Elle a contribué à inspirer notamment l'esthétique de Jerzy Grotowski et de Tadeusz Kantor. Les meilleurs metteurs en scène ont monté ses œuvres, notamment Konrad Swinarski et Krzysztof Kieślowski.
Tadeusz Różewicz écrit également des romans, des nouvelles, des scénarios et des œuvres à caractère autobiographique, en particulier Ma mère s’en va (Matka odchodzi, 1999).
Depuis 1968, il habite à Wrocław. Il a depuis écrit plus d'une quinzaine de pièces de théâtre. Różewicz est considéré comme l'un des meilleurs poètes d'après-guerre en Pologne, et l'un des dramaturges les plus innovants.
En 2007, il reçoit le prix européen de littérature.
Il meurt le 24 avril 2014 à Wrocław.
Il est inhumé au cimetière de l'église évangélique luthérienne de Vang (Kościół Wang) à Karpacz.

## Honneurs et distinctions
- Grand-croix de l'ordre Polonia Restituta en 1996[3]
- Docteur honoris causa de l'université Jagellonne de Cracovie en 2000[4].

## Œuvres principales

### Poésie

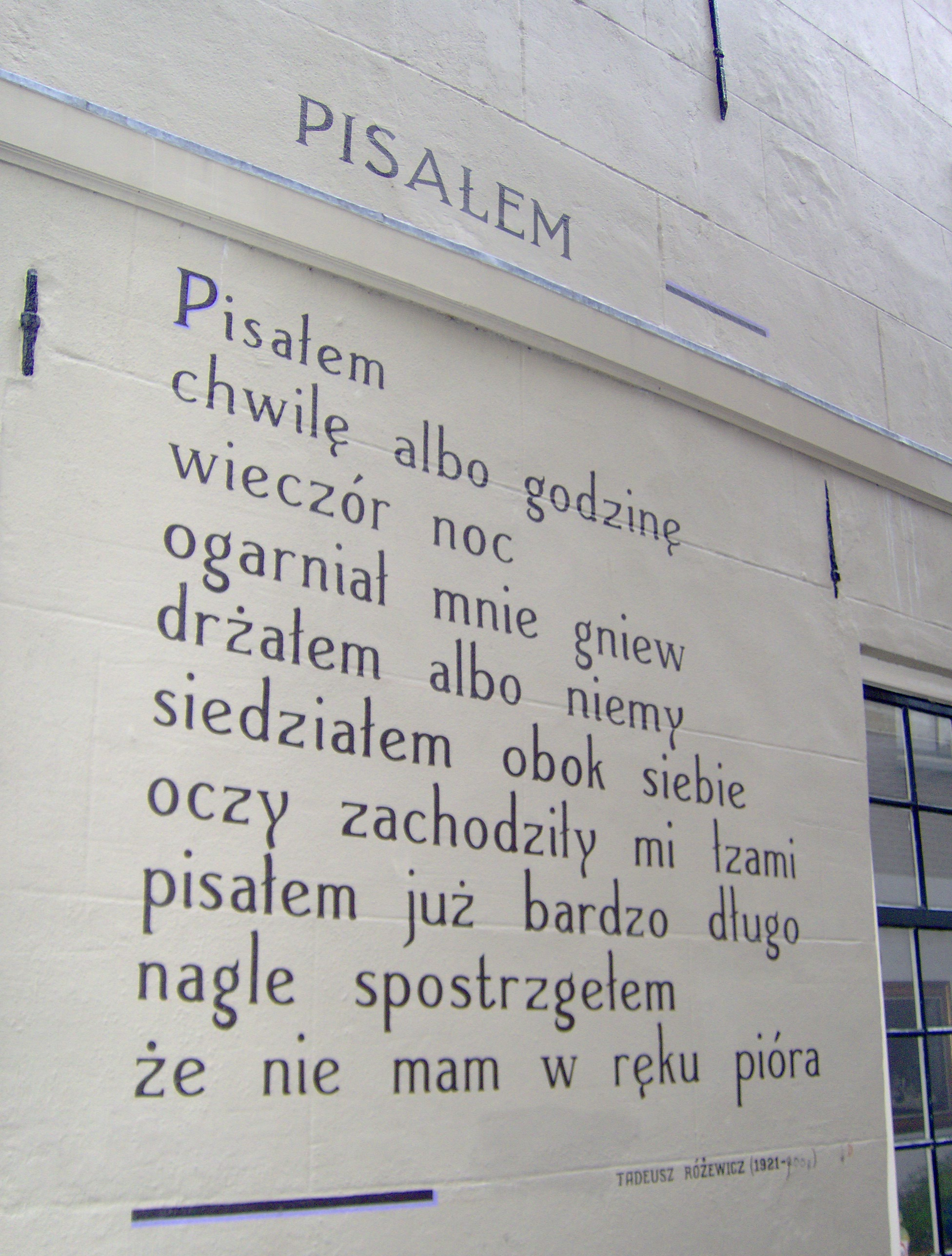
Le poème Pisalem (J'écrivais) de Tadeusz Różewicz au 79, Oude Vest, Leyde (Pays-Bas).

- 1944 – Echa leśne (Les Échos de la forêt)
- 1946 – W łyżce wody (Dans une cuiller d'eau)
- 1947 – Niepokój (Inquiétude)
- 1948 – Czerwona rękawiczka (Le Gant rouge)
- 1950 – Pięć poematów (Cinq grands poèmes)
- 1950 – Przepaść (Le Précipice)
- 1950 – Ocalony (Le Rescapé)
- 1950 – List do ludożerców (Lettre aux anthropophages)
- 1951 – Czas, który idzie (Le temps qui vient)
- 1952 – Wiersze i obrazy (Poèmes et images)
- 1954 – Równina (La Plaine)
- 1955 - Srebrny kłos (L’Épi d’argent)
- 1955 - Uśmiechy (Sourires)
- 1956 – Poemat otwarty (Poème ouvert)
- 1958 – Formy (Formes)
- 1960 – Rozmowa z księciem (Entretien avec le prince)
- 1961 - Głos Anonima (La Voix de l’Anonyme), contient Et in Arcadia ego
- 1961 - Zielona róża (La Rose verte)
- 1962 – Nic w płaszczu Prospera (Rien dans le manteau de Prospero)
- 1964 – Twarz (Le Visage)
- 1968 – Twarz trzecia (Troisième visage), contient Spadanie (La chute), Non-stop-show
- 1969 - Regio
- 1977 – Duszyczka (L'Amulette)
- 1991 – Płaskorzeźba (Le Bas-relief)
- 1998 – Zawsze fragment. Recycling (Toujours un fragment. Recycling)
- 1999 – Matka odchodzi (Ma mère s'en va), prix Nike 2000
- 2001 – Nożyk profesora (Le Couteau du professeur)
- 2002 – Szara strefa (La Zone grise)
- 2004 – Wyjście (L’Issue)
- 1955, 2005 – Uśmiechy (Sourires)
- 2006 - Cóz z tego ze we snie (Qu’importe si c’est en rêve)

### Théâtre
- 1960 – Kartoteka (Le Fichier)
- 1962 – Grupa Laokoona (Le groupe de Laocoon)
- 1964 – Świadkowie albo Nasza mała stabilizacja (Le Témoignage ou notre petit confort)
- 1965 – Wyszedł z domu
- 1969 – Stara kobieta wysiaduje (La vieille femme qui couve)
- 1972 – Na czworakach (À quatre pattes)
- 1975 – Białe małżeństwo (Mariage blanc)
- 1979 – Śmierć w starych dekoracjach (La mort dans de vieux décors)
- 1979 – Do piachu (Au sable)
- 1982 – Pułapka (Le Piège)
- 1997 – Kartoteka rozrzucona
- 1997 – Palacz

## Traductions en français
L’œuvre de Różewicz a été traduite dans 31 langues, en particulier en anglais et en allemand. Ses pièces de théâtre ont été mises en scène dans 34 pays.
Une petite partie de son œuvre est également disponible en traduction française : 
- Le Piège, suivi de Conversation interrompue, Éd. Théâtrales, 1993 (trad. Alain van Crugten).  (ISBN 978-2-90781-039-5)
- Théâtre I, Le Fichier, Le Témoignage ou notre petit confort, L’Âge d’Homme, 2005  traduction de Jacques Donguy et Michel Maslowski  (ISBN 978-2-8251-1945-7),
- Théâtre II, La vieille femme qui couve ; Un drôle de petit vieux ; La sortie de l'artiste de la faim, L’Âge d’Homme, 2008  traduction de Jacques Donguy et Michel Maslowski  (ISBN 978-2-8251-3784-0),
- Anthologie personnelle, Actes Sud, 1990 (trad. Georges Lisowski et Allan Kosko).  (ISBN 978-2-86869-542-0)
- Inquiétude, Buchet-Chastel, 2005 (trad. Grażyna Erhard).  (ISBN 978-2-283-02132-3)
- Regio et autres poèmes, bilingue polonais-français, traduit par Claude-Henry du Bord et Christophe Jezewski, Éditions Arfuyen, 2008 (publié à l'occasion de la remise du prix européen de littérature 2007).  (ISBN 978-2-84590-117-9)
- Ma fille, Circé, 2009 (trad. Lydia Waleryszak)  (ISBN 978-2-84242-260-8)

## Sources
- (en) Cet article est partiellement ou en totalité issu de l’article de Wikipédia en anglais intitulé « Tadeusz Różewicz » (voir la liste des auteurs).
- (fr) Tadeusz Różewicz, "Nouvelle école philosophique", nouvelle parue dans la revue Brèves (traduction Marcin Stawiarski), n°86, 2008, p. 5-25.
- (fr) Benjamin Nadjari, Le Temps et l'Histoire dans le théâtre de Tadeusz Różewicz, Mémoire sous la direction de Georges Banu, Paris III, 2009.